# Supercopa da Inglaterra de 2013
A Supercopa da Inglaterra 2013 ou 2013 FA Community Shield foi disputada em partida única com o campeão do Campeonato Inglês (Manchester United) e o campeão da Copa da Inglaterra (Wigan Athletic), ambas na temporada 2012/2013.

## Detalhes da partida
Partida única
| 11 de agosto de 2013 | Manchester United  | 2 – 0  | Wigan Athletic | Estádio de Wembley, Londres                   |
| 14:00                | van Persie 6', 59' | report |                | Público: 80,235 Árbitro: ING Mark Clattenburg |

| Manchester United | Wigan Athletic |

|             |    |                   |  |     |
|             |    |                   |  |     |
| GK          | 1  | David de Gea      |  |     |
| RB          | 2  | Rafael            |  | 16' |
| CB          | 15 | Nemanja Vidić (c) |  |     |
| CB          | 4  | Phil Jones        |  |     |
| LB          | 3  | Patrice Evra      |  |     |
| CM          | 23 | Tom Cleverley     |  |     |
| CM          | 16 | Michael Carrick   |  |     |
| CM          | 11 | Ryan Giggs        |  | 67' |
| RW          | 29 | Wilfried Zaha     |  | 61' |
| CF          | 20 | Robin van Persie  |  | 84' |
| LW          | 19 | Danny Welbeck     |  | 83' |
| Reservas:   |    |                   |  |     |
| GK          | 13 | Anders Lindegaard |  |     |
| DF          | 6  | Jonny Evans       |  |     |
| MF          | 8  | Anderson          |  | 61' |
| DF          | 12 | Chris Smalling    |  | 16' |
| MF          | 25 | Antonio Valencia  |  | 67' |
| MF          | 26 | Shinji Kagawa     |  | 83' |
| MF          | 44 | Adnan Januzaj     |  | 84' |
| Treinador:  |    |                   |  |     |
| David Moyes |    |                   |  |     |

|            |    |                      |  |     |
|            |    |                      |  |     |
| GK         | 1  | Scott Carson         |  |     |
| RB         | 17 | Emmerson Boyce (c)   |  |     |
| CB         | 24 | James Perch          |  |     |
| CB         | 25 | Leon Barnett         |  |     |
| LB         | 3  | Stephen Crainey      |  |     |
| CM         | 4  | James McCarthy       |  | 86' |
| CM         | 8  | Ben Watson           |  | 71' |
| CM         | 16 | James McArthur 50'   |  | 60' |
| RW         | 10 | Shaun Maloney        |  | 71' |
| CF         | 9  | Grant Holt           |  | 60' |
| LW         | 11 | James McClean        |  | 60' |
| Reservas:  |    |                      |  |     |
| GK         | 13 | Lee Nicholls         |  |     |
| MF         | 7  | Chris McCann         |  | 60' |
| MF         | 14 | Jordi Gómez          |  | 71' |
| FW         | 15 | Callum McManaman     |  | 60' |
| MF         | 18 | Roger Espinoza 88'   |  | 71' |
| MF         | 29 | Nouha Dicko          |  | 86' |
| FW         | 32 | Marc-Antoine Fortuné |  | 60' |
| Treinador: |    |                      |  |     |
| Owen Coyle |    |                      |  |     |

## Campeão
| Campeão da Supercopa da Inglaterra de 2013 |
| ------------------------------------------ |
| Manchester United 20° titulo               |